# James Longstreet
James Longstreet (ur. 8 stycznia 1821, zm. 2 stycznia 1904) – generał konfederacki w czasie wojny secesyjnej. 
W 1842 ukończył studia w Akademii Wojskowej West Point, z niezapowiadającym późniejszych sukcesów 54. miejscu na 56 absolwentów.

## Wojna amerykańsko-meksykańska
Longstreet służył w czasie wojny amerykańsko-meksykańskiej w 8 Pułku Piechoty Stanów Zjednoczonych. Za bitwy pod Contreras, Churubusco i Chapultepec (gdzie został ranny) otrzymał awans na kapitana, a za bitwę pod Molino del Rey stopień majora. Po zakończeniu działań wojennych pełnił służbę garnizonową w Teksasie, głównie w Fort Martin Scott i Fort Bliss.

## Wojna secesyjna
Po wybuchu wojny domowej opowiedział się po stronie Konfederacji. Wystąpił w czerwcu 1861 z Armii Federalnej i walczył w Armii Północnej Wirginii pod generałem Robertem Lee i Armii Tennessee pod generałem Braxtonem Braggiem. Uważany za jednego z najlepszych dowódców korpusów w czasie wojny. Jego umiejętności dowódcze przyczyniły się do zwycięstw Konfederacji w bitwach pod Bull Run, Fredericksburgiem i Chickamauga. Wiele kontrowersji wzbudzają natomiast jego działania w bitwie pod Gettysburgiem, gdzie m.in. otwarcie kwestionował decyzje taktyczne generała Lee.

## Po wojnie

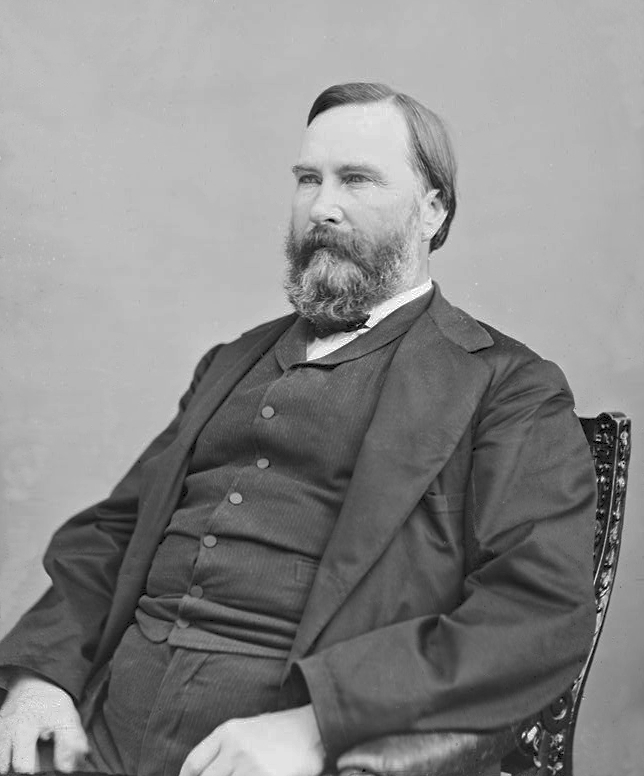
James Longstreet w latach 80. XIX wieku

Po wojnie podjął współpracę z rządem USA (m.in. jako ambasador w Imperium Osmańskim w latach 1880–1881). Wstąpił do Partii Republikańskiej i współpracował ze swoim dawnym przyjacielem, prezydentem Ulyssesem Grantem. Ten krok spowodował jednakże, iż na Longstreeta spadła niechęć wielu dawnych towarzyszy broni z armii konfederackiej. W konsekwencji wiele osób zaczęło obwiniać właśnie jego za porażkę pod Gettysburgiem.